# イギギ
イギギ（Igigi）は、アッカド帝国の王の名前である（在位：紀元前2257年 - ?）。彼はシャル・カリ・シャッリ王の死後、アッカド帝国内において、他に乱立した王とともに権力を争った。
また、イギギは、メソポタミア神話においては、上級の神々（アヌンナキ）に支配された、下級の神々を表す用語でもある。シュメール語では「見る者」の意。伝説によると、あるときイギギが、シャパトゥ（ヘブライ語ではサバト：安息日）にストライキを起こし、世界を維持する作業を続けることを拒んだとき、エンキは人間を作って作業をさせ、神々が働かなくともよいようにしたといわれている。